# アルトゥール・ランベルク
アルトゥール・フォン・ランベルク（Arthur Georg Ramberg 、Arthur von Ramberg、1819年9月4日 -  1875年2月5日）はオーストリア生まれのドイツで活動した画家である。ミュンヘン美術院の教授などを務めた。

## 略歴
ウィーンにハノーファー出身のオーストリア陸軍の軍人、ゲオルク・ハインリヒ・フォン・ランベルク(Georg Heinrich von Ramberg)の息子に生まれた。弟にオーストリア軍の将軍になったヘルマン・フォン・ランベルク(Hermann von Ramberg:1820-1899)がいる。大叔父にはハノーファーの有名な画家、版画家のヨハン・ハインリヒ・ランベルク(Johann Heinrich Ramberg:1763-1840) がいた。
父親の勤務の関係で、イタリア、ドイツ、ハンガリーで少年時代を過ごし、ハノーファーの大叔父から美術の手ほどきを受けた。1840年にプラハに移り、プラハ・カレル大学で哲学を学び、プラハの美術学校でフランティシェク・カドリーク(František Tkadlík)に学んだ。その後、ドレスデンの美術学校でユリウス・ヒュブナーに学び、1849年にミュンヘンに移り、歴史画や風俗画を描いた。版画家としても働いた。
1860年にヴァイマルのザクセン大公国美術アカデミー(Großherzoglich-Sächsische Kunstschule Weimar)の教授に任じられ、6年後にミュンヘン美術院の教授となった。ランベルクの教えた学生にはアルベルト・フォン・ケラーやコンラート・グローブ、ヴィルヘルム・ライブルらがいる。
ヴァルトブルク城の壁画を描き、版画家としてはフリードリヒ・フォン・シラーや、ゲーテらの作品を題材に多くの作品を制作した。
甥のアウグスト・フォン・ランベルク(August von Ramberg:1866-1947)はオーストリア海軍の軍艦などを描いた海洋画家になった。

## 作品

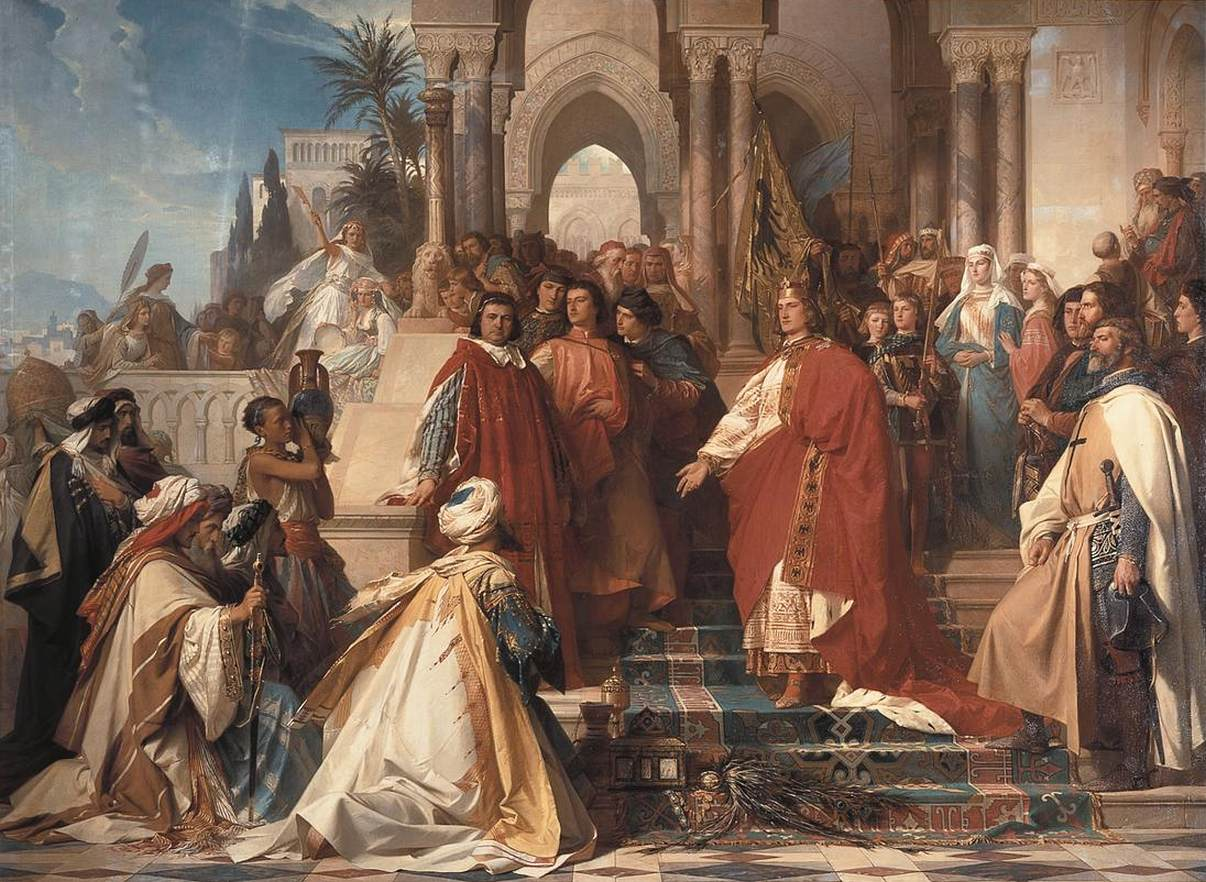
「パレルモのフリードリヒ2世の宮廷」(1865)
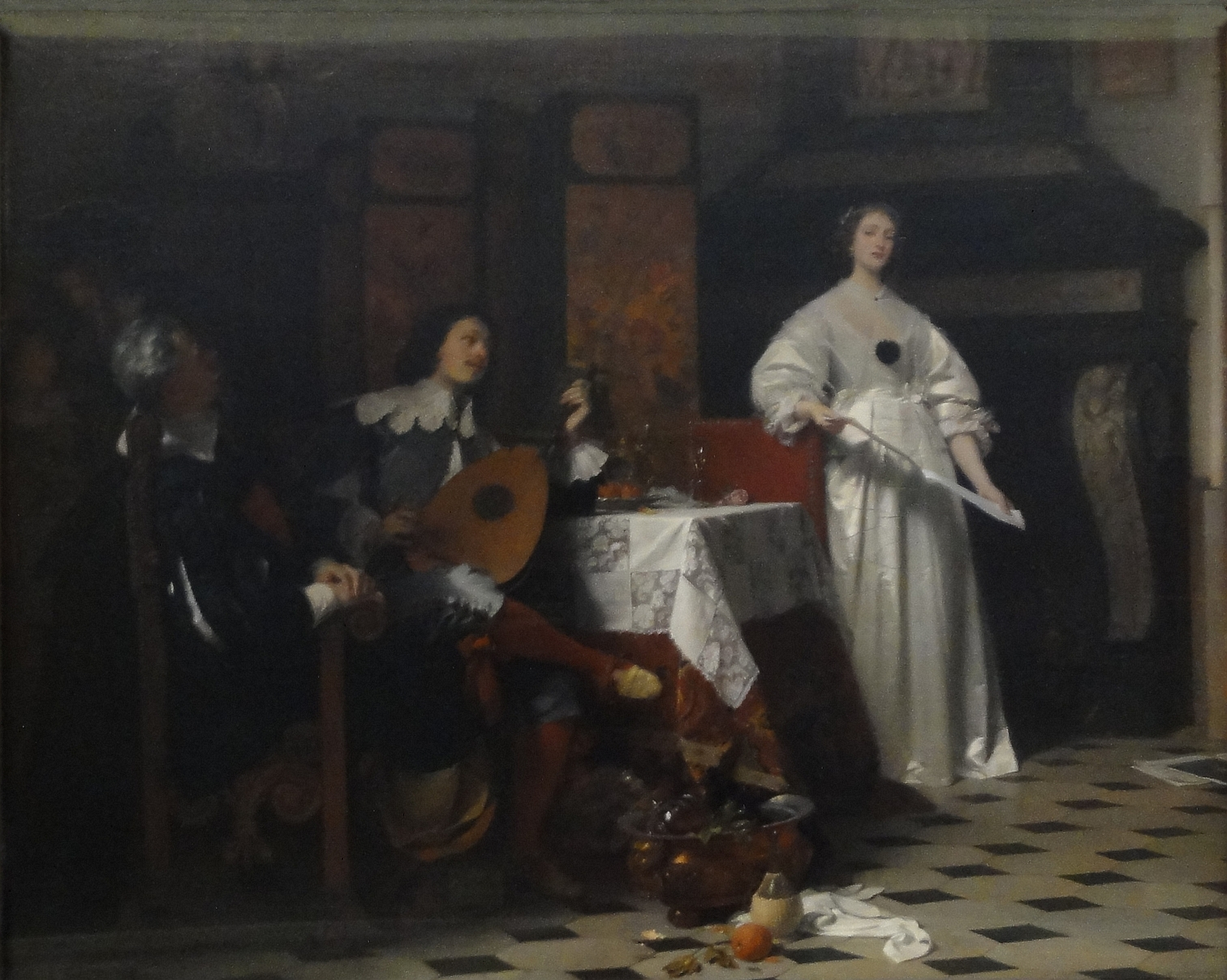
"Nach Tisch"(1870/1875)
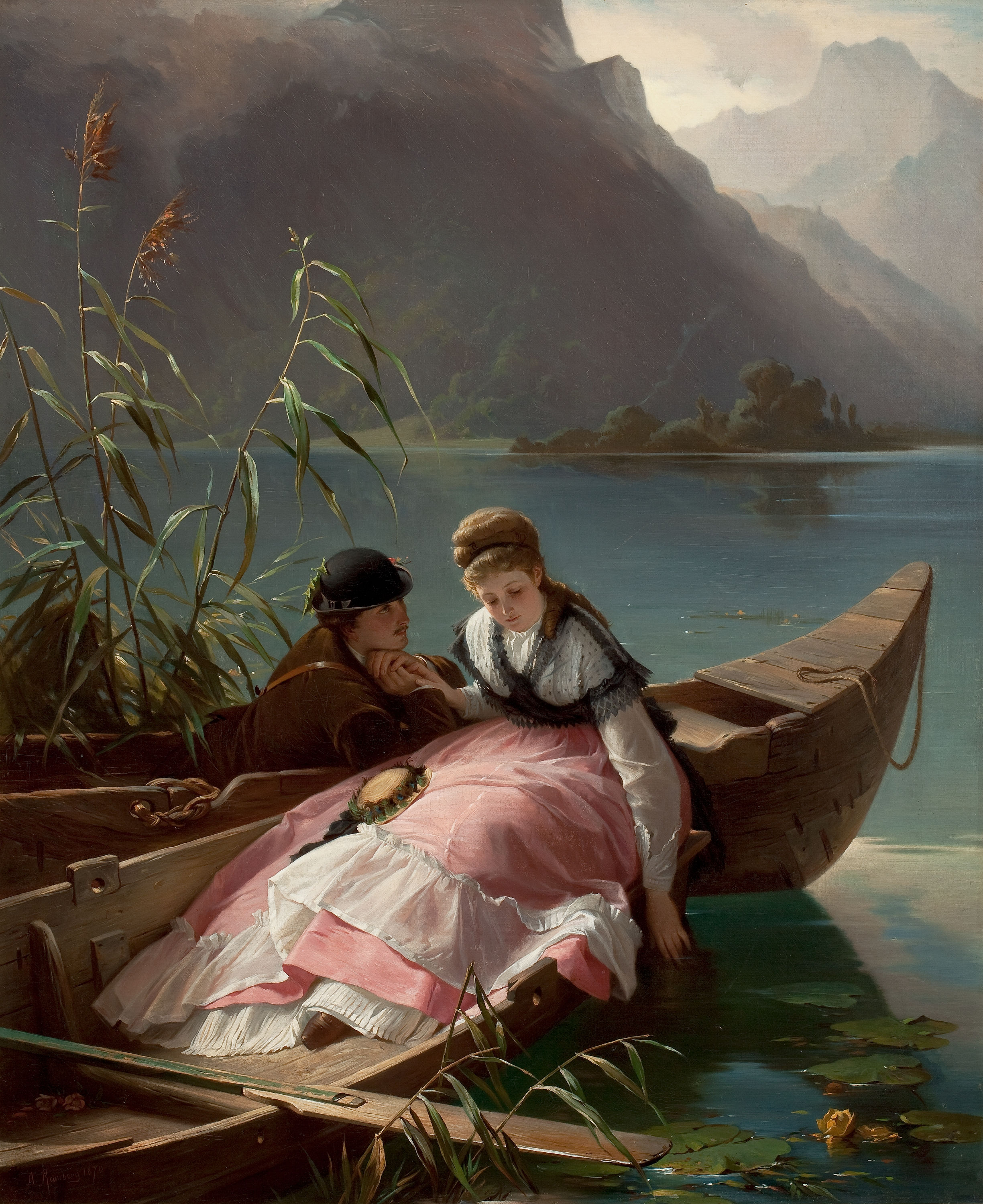
ランデブー (1870)

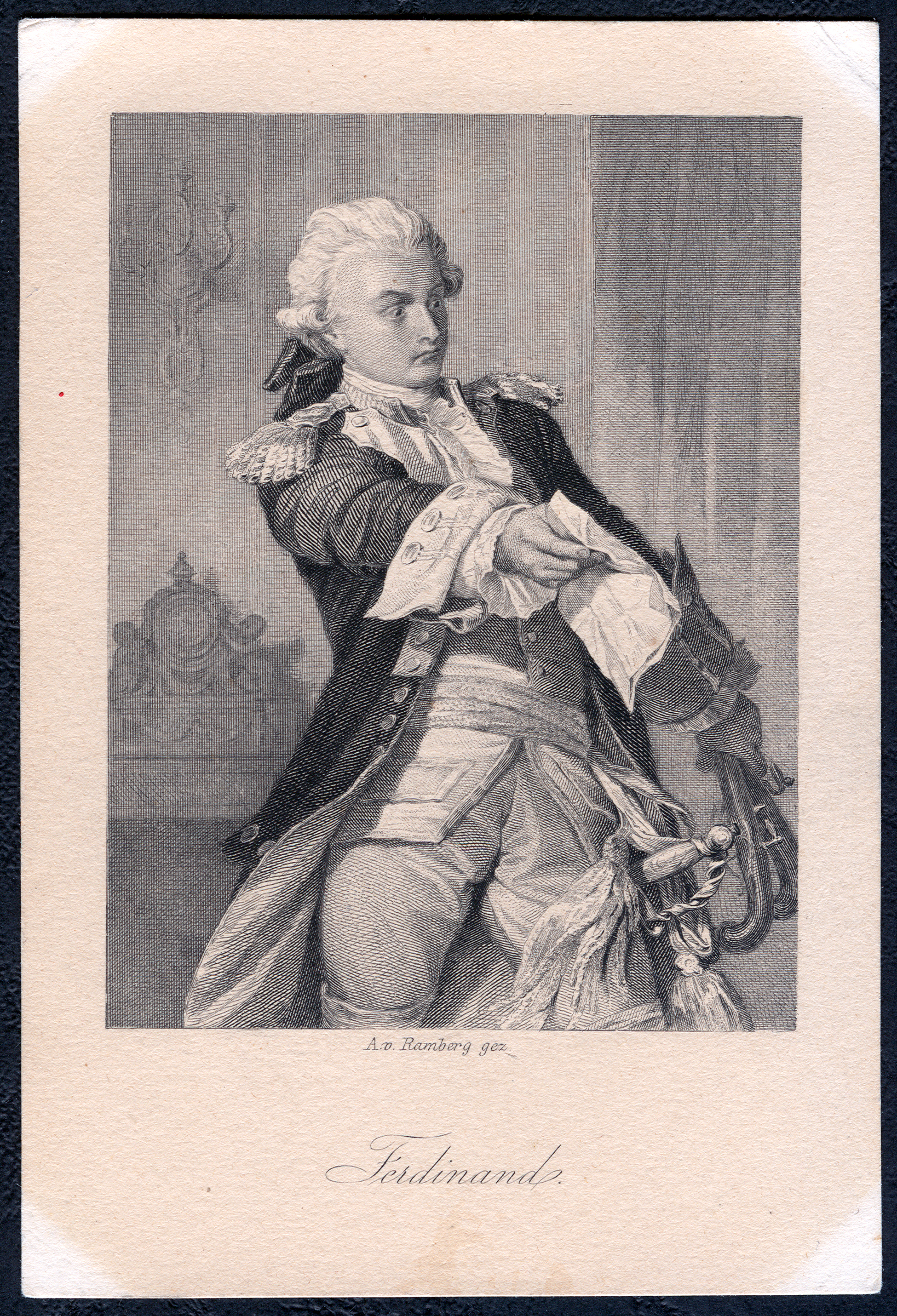
シラーの「たくらみと恋」の挿絵
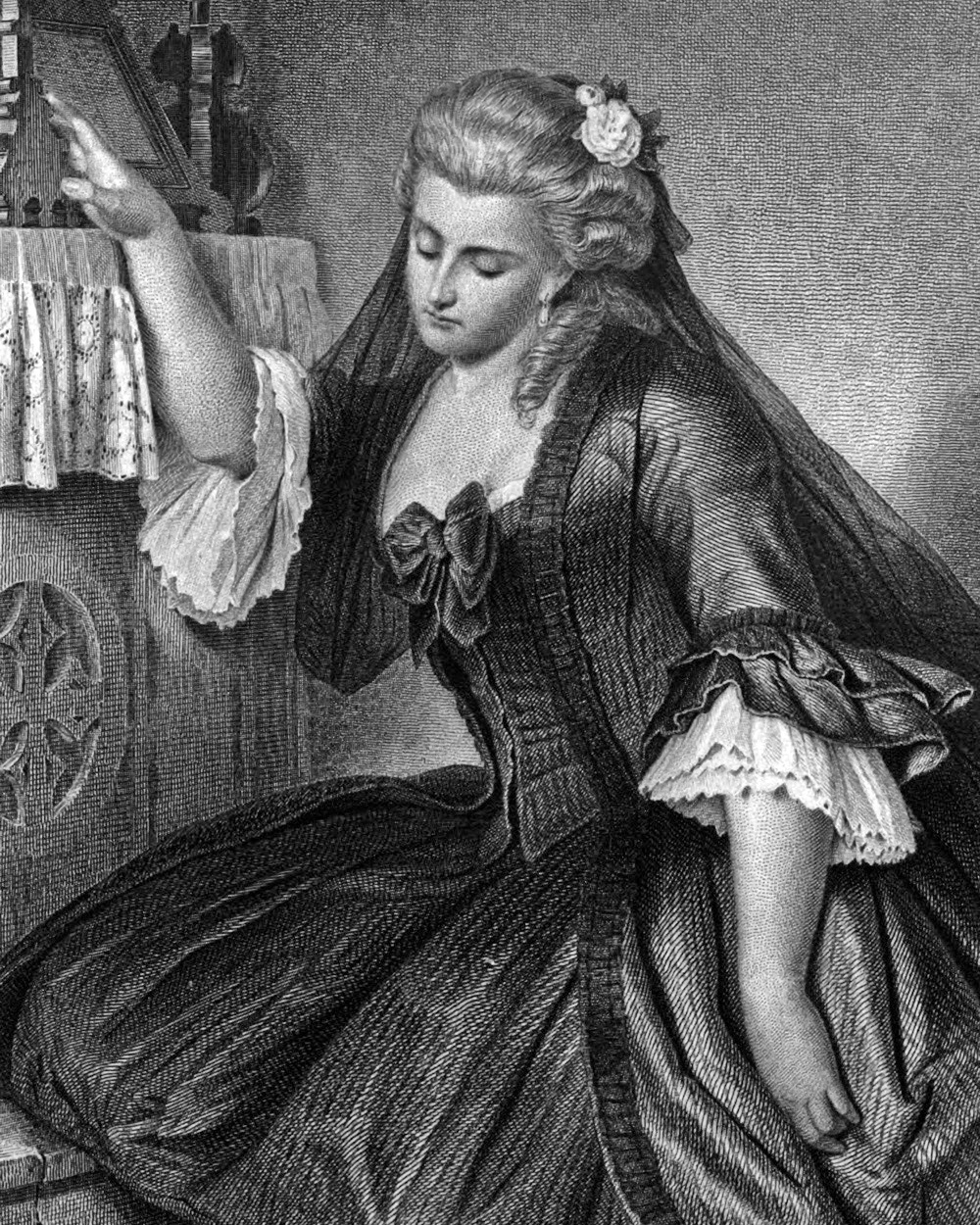
シラーの「見霊者(Der Geisterseher)」の挿絵
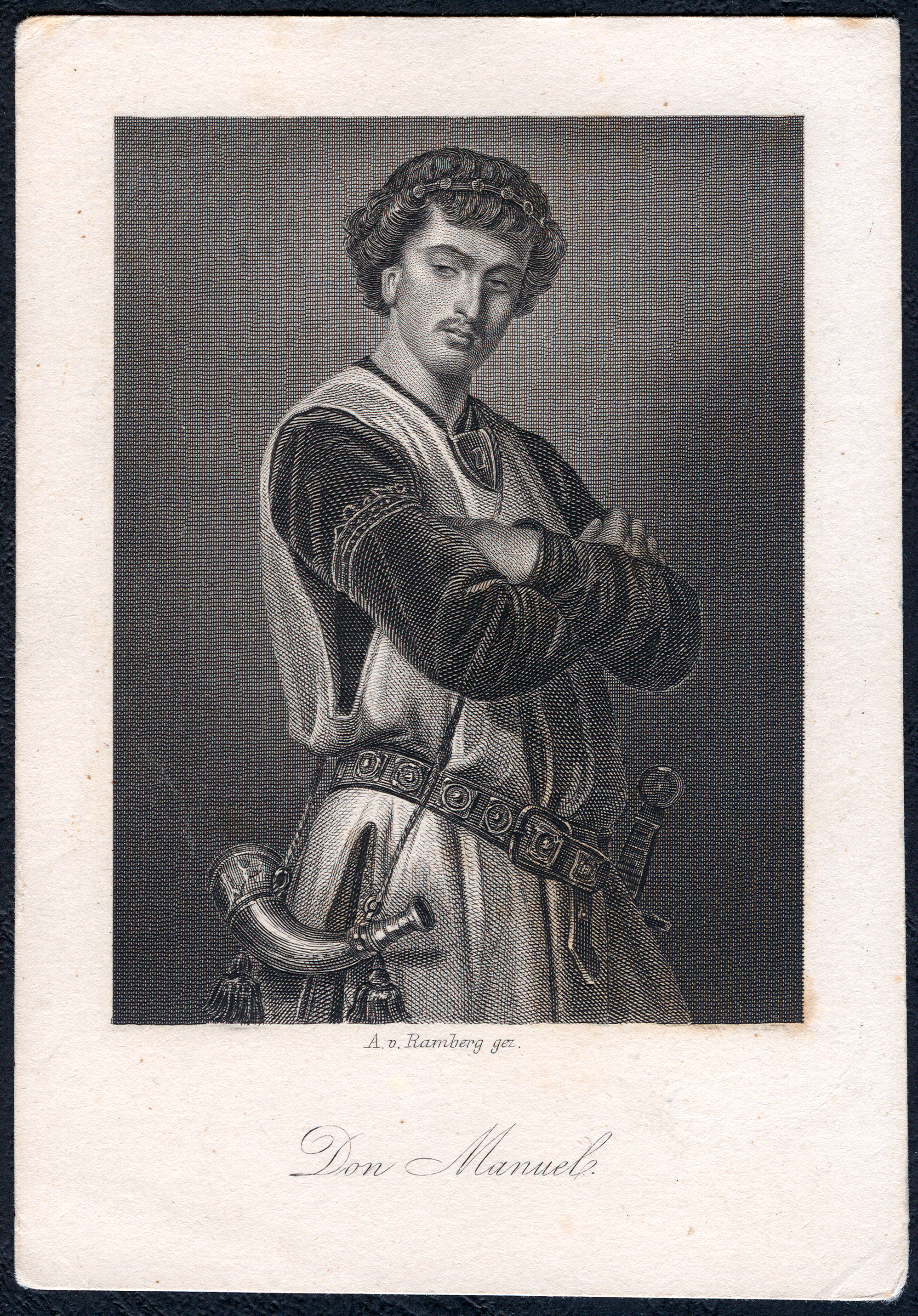
シラーの「メッシーナの花嫁」の挿絵
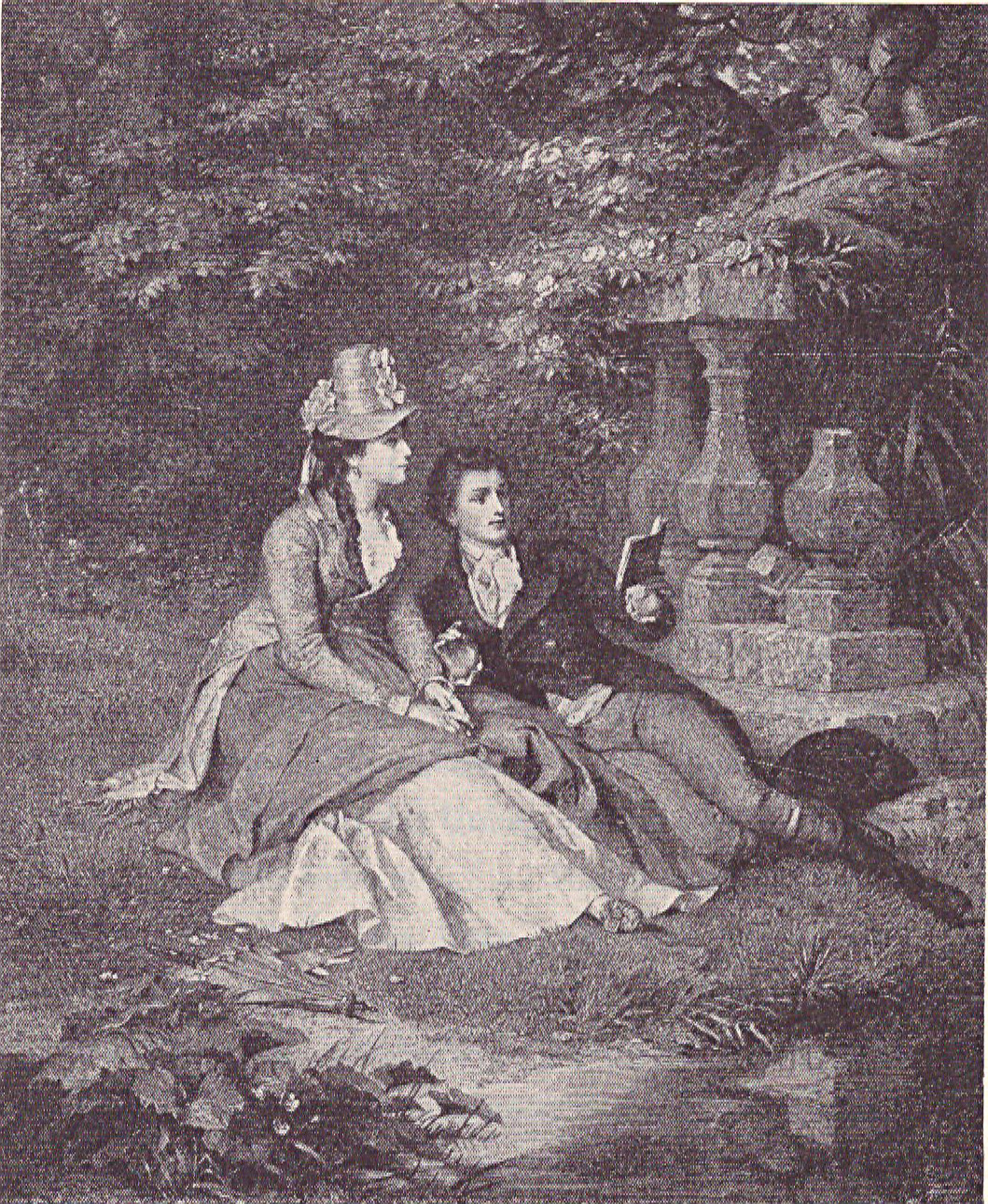